# Ludwik Sędziwy
Ludwik Sędziwy (ur. 1929, zm. 14 września 2012) – polski kardiolog, dr hab., prof.

## Życiorys
Studiował na Wydziale Lekarskim Akademii Medycznej im. Mikołaja Kopernika w Krakowie, 26 października 1990 uzyskał tytuł profesora nauk medycznych. Został zatrudniony w Instytucie Kardiologii na Wydziale Lekarskim Collegium Medicum Uniwersytetu Jagiellońskiego.
Pochowany na Cmentarzu Salwatorskim w Krakowie.

## Odznaczenia
- Złoty Krzyż Zasługi[2][4]
- Srebrny Krzyż Zasługi[2][4]
- Krzyż Kawalerski Orderu Odrodzenia Polski[2][4]